# Iouri Gortchinski
 (décembre 2021).
Si vous disposez d'ouvrages ou d'articles de référence ou si vous connaissez des sites web de qualité traitant du thème abordé ici, merci de compléter l'article en donnant les références utiles à sa vérifiabilité et en les liant à la section « Notes et références ».
Iouri Gortchinski, né le 5 mai 1977, est un joueur de beach soccer international russe.

## Biographie
Comme la plupart des joueurs de beach soccer, Iouri Gortchinski commence sa carrière en football à onze. Il fait ses premiers pas au Medik-Krylatskoe basée à Moscou, mais il est rapidement transféré au FC Dynamo Moscou. Après avoir joué à l'avant au cours de ses premières années, il s'installe comme un arrière latéral mais ne parvient pas à passer professionnel.
À 16 ans, Iouri entre en faculté de droit puis fait son service militaire. Par la suite, Gortchinski devient chauffeur mais ne tourne pas le dos au football malgré des jours de travail sans fin derrière le volant pendant plus de 11 ans.
En 2005, Iouri Gortchinski découvre le beach soccer lors d'un tournoi amical avec des amis. À l'âge de 27 ans, et après avoir prouvé être un joueur fiable dans les championnats nationaux et amateurs, Iouri est appelé par Nikolaï Pissarev, alors sélectionneur de l'équipe de Russie de beach soccer, pour un test.
En 2010, Gortchinski intègre la nouvelle section beach soccer du Lokomotiv Moscou avec qui il remporte les trois premiers championnats de Russie, la Coupe du monde des clubs en 2012 ainsi que la première coupe d'Europe. Il fait aussi partie de la sélection russe qui remporte tous les trophées à laquelle elle participe dans les années 2011, 2012 et 2013 dont deux Coupes du monde.

## Palmarès

### En sélection
- Coupe du monde (2)
  - Vainqueur en 2011 et 2013

- Coupe intercontinentale (2)
  - Vainqueur en 2011 et 2012

- Euro Beach Soccer League (3)
  - Vainqueur en 2009, 2011 et 2013
  - Finaliste en 2012
  - 3e en 2007, 2008 et 2010

- Euro Beach Soccer Cup (2)
  - Vainqueur en 2010 et 2012
  - Finaliste en 2005

### En club
Lokomotiv Moscou
- Championnat de Russie (3)
  - Champion en 2010, 2011 et 2012
  - 3e en 2013
- Coupe de Russie (3)
  - Vainqueur en 2011, 2012 et 2013
- Supercoupe de Russie
  - Vainqueur en 2011[1]
- Euro Winners Cup
  - Vainqueur en 2013
- Coupe du monde des clubs
  - Vainqueur en 2012
  - 4e en 2011